# پناهندگی در آلمان

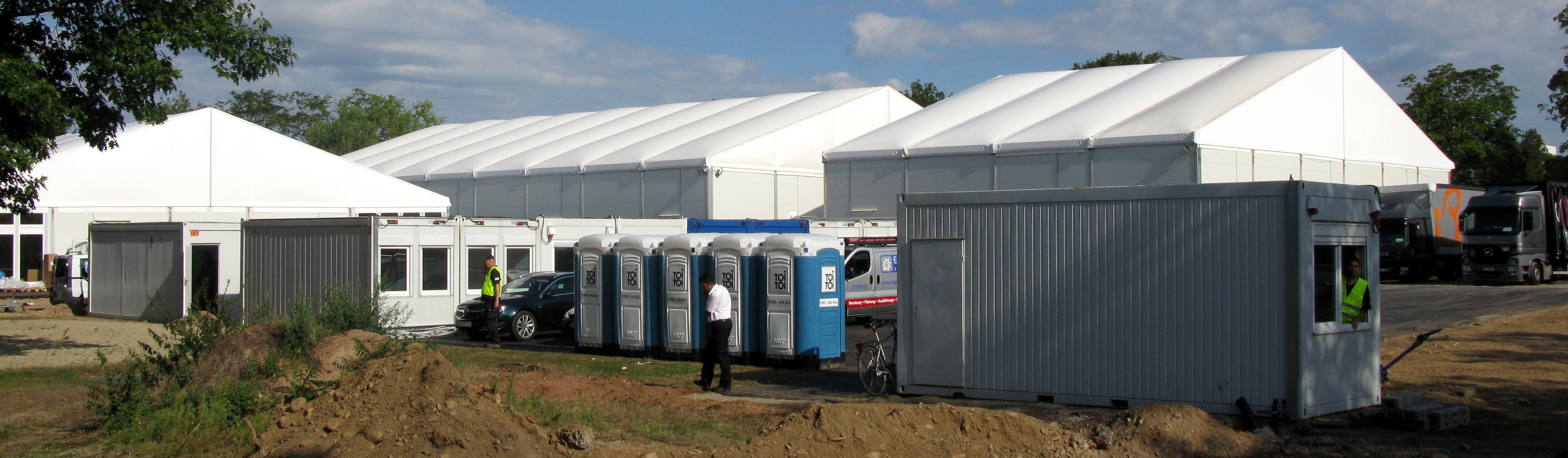
مرکز پذیرش اولیه و مسکن برای پناهندگان در فرایبورگ، آلمان

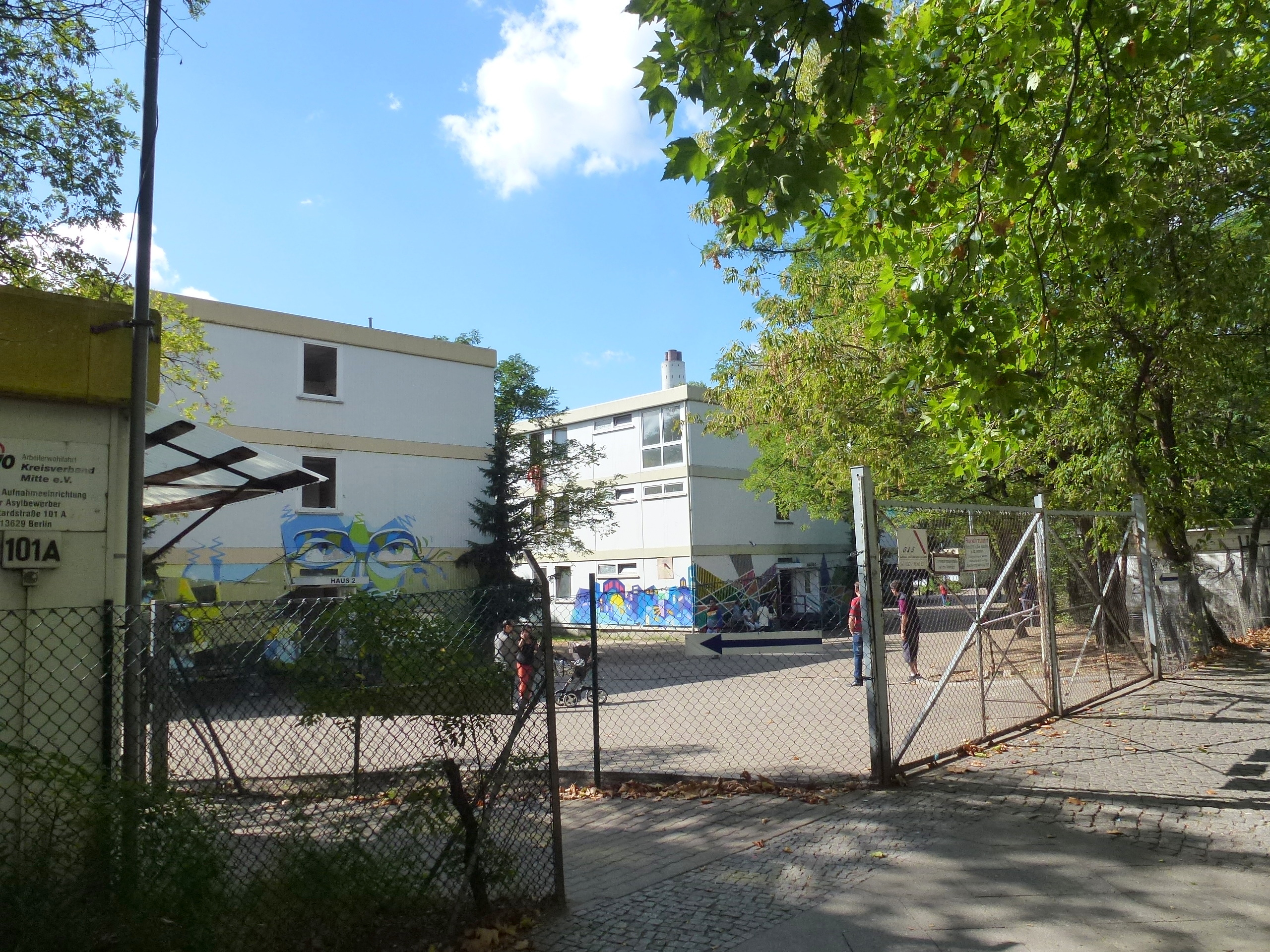
مسکن پناهنده در برلین، زیمنسشتات خیابان مودارت

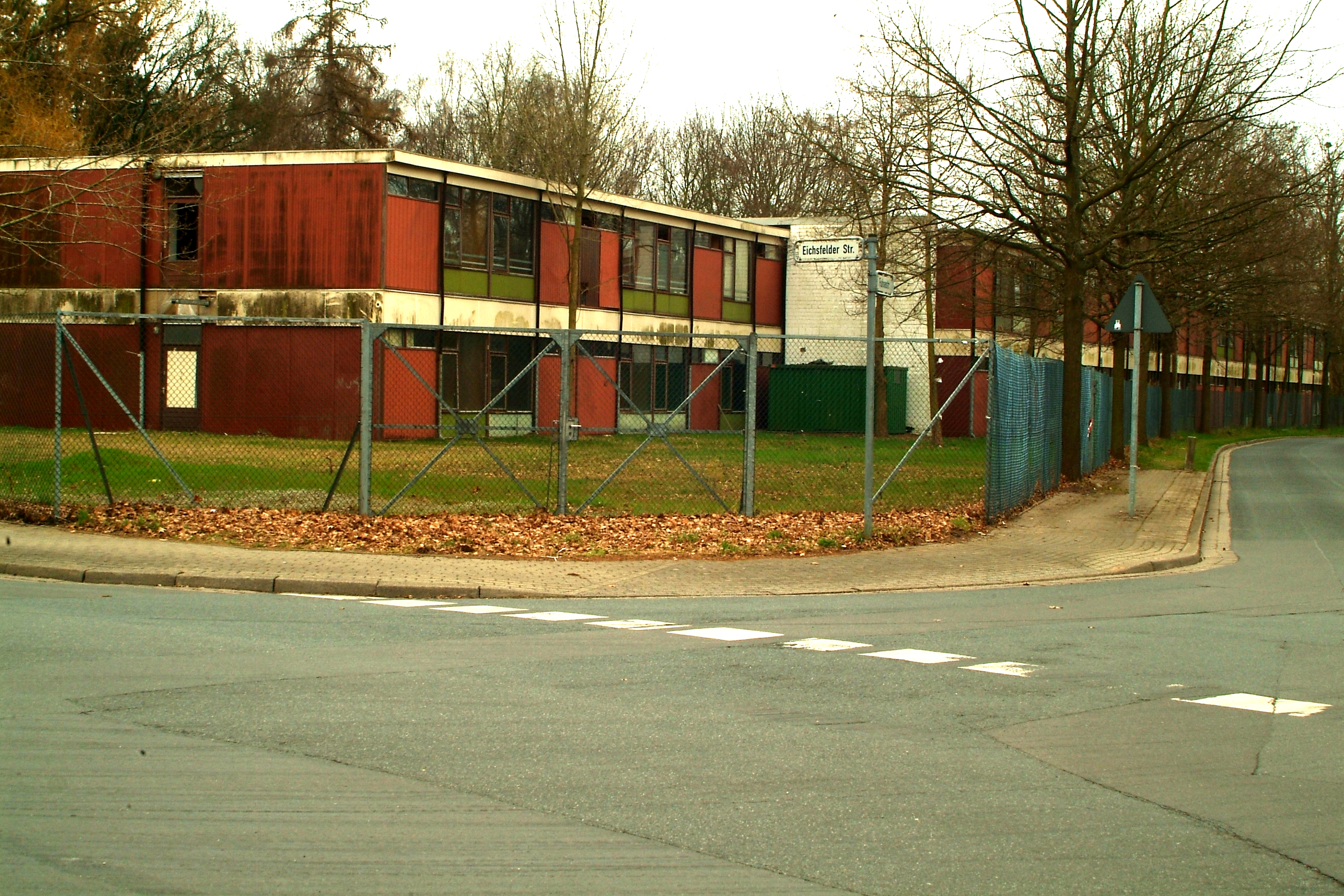
مسکن پناهنده ساخته شده از کانتینرهای بازیافت شده در هانوفر آلمان.

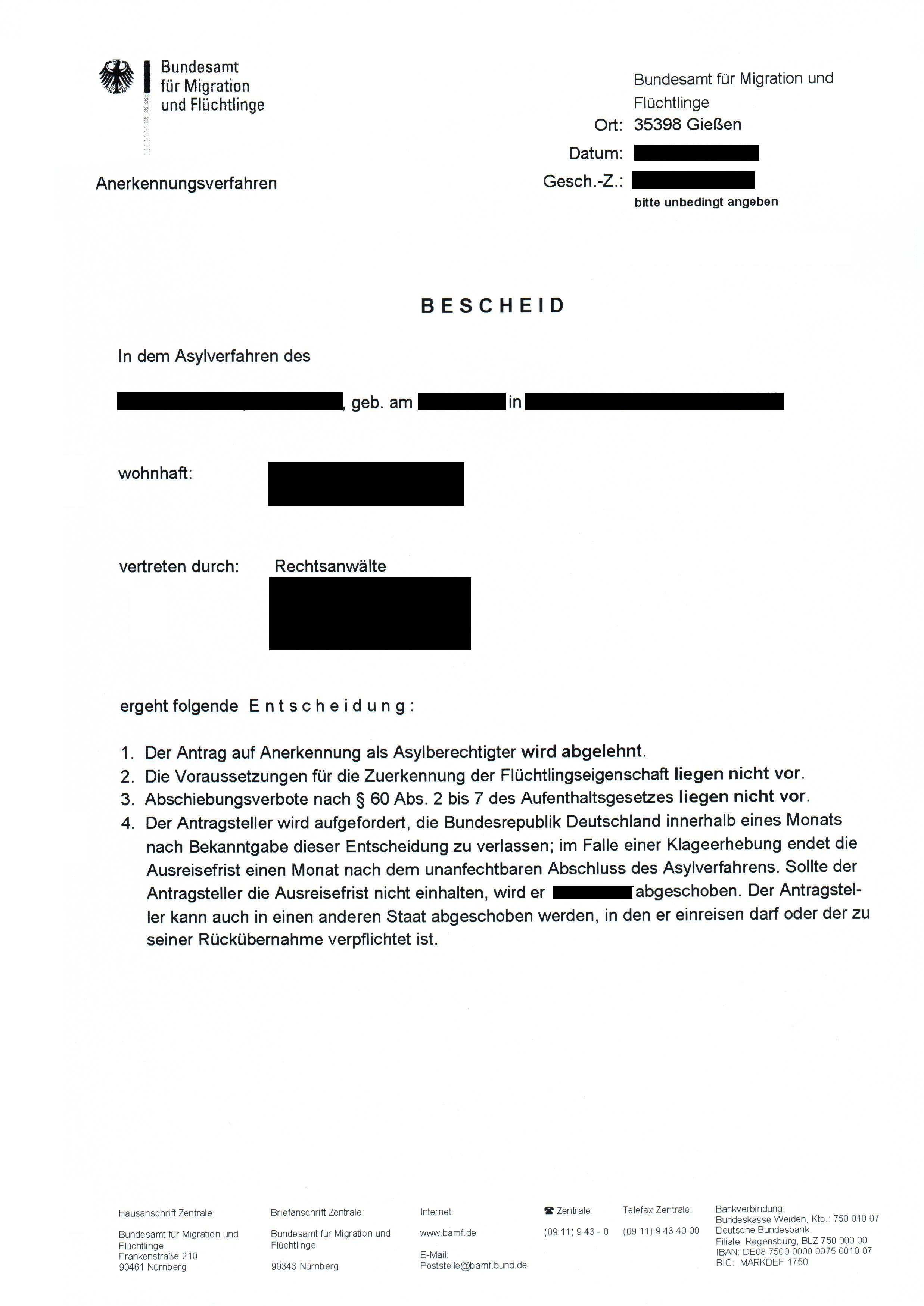
مثال نامه‌ای که توسط یک پناهنده دریافت می‌شود که از قبول نشدن تقاضای پناهندگی مطلع می‌شود

پناهندگی در آلمان، حق پناهندگی یک حق اساسی است برای قربانیان آزار و اذیت سیاسی که در قانون اساسی آلمان تصریح شده‌است. در مفهوم گسترده‌تر، حق پناهندگی را براساس تعریف «پناهنده» مصرح در کنوانسیون ۱۹۵۱ پناهندگان به رسمیت می‌شناسد و به این معناست که پناهجویان را در برابر اخراج محافظت می‌کند و به آنها حمایت‌های خاصی را تحت قانون می‌دهد. به‌طور کلی، این حمایت‌ها بخشی از روند اعطای پناهندگی هستند و توسط اداره فدرال مهاجرت و پناهندگان (آلمان) بدون هیچ درخواست دیگری تأیید می‌شوند. در سال‌های ۱۹۹۳ و ۲۰۱۵، حق نامحدود اولیه پناهندگی در موارد اساسی بازنگری شد و همچنین محدود شد.

## پناهنده و وضعیت پناهندگی
قانون اقامت در آلمان فقط به وضعیت پناهندگی متقاضیان می‌پردازد. نه قانون اقامت و نه قانون پناهندگی مفهوم پناهندگی را تعریف نمی‌کند. وضعیت پناهندگی و محدودیت‌های آن در درجه اول نتیجه حکم دادگاه توسط دادگاه قانون اساسی فدرال مصرح در بند ۱۶ آ GG در قانون اساسی آلمان است. مطابق با بخش ۱۶ الف (1) GG، اگر شخصی به دلیل نقض حقوق خود توسط دولت یا اقدامات شخص ثالثی که می‌تواند به دولت نسبت داده شود، به دلیل مذهبی حقش سلب شود یا تحت آزار و اذیت سیاسی قرار گیرد. یا اعتقادات سیاسی یا سایر ویژگی‌های غیرقابل دسترسی که فرد متضرر شده. این تجاوزات به حقوق شخصی، کرامت انسانی را نقض می‌کند و بسته به شدت و حدت آن، فرد را از حمایت عمومی دولت محروم کرده و ناامید می‌کند.
معمولاً بر اساس کنوانسیون مربوط به وضعیت پناهندگان (که به عنوان کنوانسیون پناهندگی ۱۹۵۱ نیز شناخته می‌شود) به افراد تحت تعقیب سیاسی حق پناهندگی اعطا می‌کرد. هرچند کنوانسیون پناهندگان از ۲۴ دسامبر ۱۹۵۳ در آلمان معتبر است، اما قانونگذاران آلمانی اغلب اعطای وضعیت پناهندگی کامل به پناهندگان را ضروری نمی‌دانستند. ولی در عوض، به سادگی آنها را به عنوان پناهنده به رسمیت می‌شناختند. این رویه به موجب اصلاحیه قانونی (2011/95/EU) و قانونی که در ۲۰۰۷ به تصویب رسید تغییر کرد. امروزه به پناهندگان وضعیت رسمی اعطا می‌شود، علاوه بر این، وضعیت پناهندگی سیاسی که به آنها تعلق می‌گیرد. ضروری است مشمول (بخش 3 (1) و (۴) قانون رویه پناهندگی باشد. اکنون، وضعیت پناهندگی از نظر حق اقامت برابر است با وضعیت «شخص مستحق پناهندگی سیاسی». علاوه بر این، پناهندگان پذیرفته شده در مقایسه با افراد دارای حق پناهندگی سیاسی از نظر مزایای اجتماعی، مشارکت در بازار کار و اعطای مدارک مسافرتی، هیچ منعی ندارند. برای اطلاعات بیشتر در مورد تعریف پناهندگان در آلمان به مقاله آلمانی وضعیت پناهندگی مراجعه کنید.
قانون پناهندگی پس از طی مراحل اداری به پناهجو وضعیت یک فرد مستحق پناهندگی سیاسی را اعطا می‌کند. در طول رسیدگی به پناهندگی، پناهجو اجازه اقامت موقت دریافت می‌کند.
پناهندگان زیر ۱۸ سال که از والدین خود جدا شده‌اند یا به تنهایی سفر می‌کنند (کودکان بدون همراه) تحت حمایت حقوق بین‌الملل (کنوانسیون حقوق کودک سازمان ملل متحد) و قوانین اتحادیه اروپا قرار دارند. آلمان چنین افرادی را «اول کودکان و در درجه دوم پناهندگان» می‌داند و به آنها امکان دسترسی به مسکن جوانان، تعلیم آلمانی و آموزش را می‌دهد.

## تاریخچه
در ابتدا موضوع پناهندگی سیاسی در این کشور به گستردگی امروز نبود و بیشتر شامل کسانی می‌شد که از کشورهای اروپای شرقی خود را به آلمان می‌رساندند بر اساس یک آمار در فاصله ۱۶ سال یعنی از ۱۹۵۲ تا ۱۹۶۸ میلادی تعداد نفراتی که از آلمان فدرال درخواست پناهندگی کرده بودند بیش از ۷۰۰۰۰ نفر می‌شد. اما تعداد پناهجویانی که از سال ۲۰۱۵ میلادی تا فوریه ۲۰۱۷ میلادی از آلمان فدرال تقاضای پناهندگی کرده‌اند بیش از یک‌میلیون نفر است. درخواست‌های پناهندگی در سال‌های اخیر به نحو بی‌سابقه‌ای زیاد شده‌است.
در سال ۲۰۱۵ میلادی تعداد ۴۷۶ هزار پناهنده از آلمان فدرال تقاضای پناهندگی کردند و این در حالی است بر اساس تخمین اداره مرزبانی مشترک اروپا تعداد پناهندگانی که در این سال خود را به اروپا رسانیده‌اند بیش از یک‌میلیون و هشت‌صد هزار نفر بوده‌است.

## آمار مقایسه‌ای
در مقایسه با آمار جمعیت، کشور آلمان در ۲۰۱۵ میلادی بیشترین درخواست برای پناهندگی را نداشته، این نسبت در هر صد هزار نفر جمعیت آلمان ۵۸۷ نفر بوده‌است درحالی‌که در همین سال مجارستان با درخواست ۱۸۰۰ پناه‌جو به نسبت هر صد هزار نفر از جمعیت مواجه بوده‌است. آمارگیری پناه‌جویان در آلمان از سال ۱۹۸۴ آغازشده است.

## پناهندگان ایرانی
تا آغاز سال ۲۰۱۳ تعداد ایرانیانی که درخواست پناهندگی به ادارات ذی‌ربط آلمانی داده‌اند بالغ بر ۱۲۶۰۰۰ ثبت‌شده‌است. علت عمده این درخواست‌ها اساساً به نبود آزادی‌های سیاسی، قومی، مذهبی برای اقلیت‌های مذهبی و قومی و گروه‌های سیاسی و سرکوب شدید در ایران برمی‌گردد هر چند که وضعیت رو به افول اقتصادی در ایران و مشکل به دست آوردن شغل و یک زندگی نرمال بسیاری را هم بر آن داشته‌است که در رؤیای دست‌یابی به امکانات حداقل معیشت رو به مهاجرت به این کشور از طریق پناهندگی بیاورند.

### دلایل عمده مهاجرت ایرانیان به آلمان
- در سال ۱۹۷۹ میلادی، پس از تشکیل حکومت جمهوری اسلامی در ایران، نخستین گروه پناهندگان را وابستگان و طرفداران حکومت سلطنتی سابق تشکیل می‌دادند که عمدتاً روانه کشورهای اروپایی، امریکا و کانادا بودند. علاوه بر این عده بسیاری از ایرانیان تحصیل‌کرده تبعیدی هم که پس از سال‌ها دوری از وطن به کشور خود بازگشته بودند به دلیل مواجهه با حاکمیت بنیادگرای جدید مجدداً مجبور به ترک وطن و بازگشت به اروپا و آمریکا و آلمان فدرال شدند.
- در سال ۱۹۸۱ میلادی جریان بعدی مهاجرت از ایران شکل گرفت که به دلیل راه افتادن گسترده ماشین اعدام‌ها و دستگیری جمعی مخالفان بود، گروه‌های زیادی از مردم در این دوره با پذیرش ریسک‌های بالای جانی از راه‌های غیرقانونی خود را به خارج از ایران می‌رساندند آلمان فدرال یک مقصد عمده این مهاجران بود.
- از اواسط دهه ۱۹۹۰ پناهجویانی که از ایران فرار کرده‌اند بیشتر باانگیزه‌های اقتصادی و کمتر سیاسی بود، این گروه هرچند از شرایط سیاسی - اجتماعی ایران ناراضی بودند و جزو مخالفان حکومت به‌حساب می‌آمدند ولی به دلیل سرکوبی که بعد از موج اعدام‌های فراگیر در کشور ایجادشده بود تمایلی به فعالیت‌های سیاسی آشکار نداشتند و بیشتر انگیزه‌های اقتصادی داشتند که طبعاً آلمان می‌توانست مقصد مطلوبی برای آن‌ها باشد.
- در سال ۲۰۰۹ میلادی به دنبال شورش‌های مردمی که در انتخابات ریاست جمهوری ایران تمام کشور را فراگرفت و موج سرکوب فعالان این جنبش از طرف حکومت، مجدداً یک موج مهاجرت از ایران آغاز شد که بیشتر جوانان فعال تظاهرات اعتراضی داخل کشور بودند که تحت تعقیب قرارگرفته بودند. به دلیل سیاست‌های حاکم بر آلمان در این دوره، برای این گروه مطلوب‌تر بود که اجازه اقامت در آلمان را بگیرند.
- در میان پناهندگان ایرانی در چهار دهه گذشته می‌توان به نوجوانان و جوانانی هم اشاره کرد که به آلمان فرستاده شده بودند. برخی والدین در سال‌های اولیه بعد از انقلاب و سال‌های جنگ با عراق برای حفظ کودکان خود از سربازگیری اجباری برای جبهه‌های جنگ آن‌ها را به خارج از کشور می‌فرستادند. این نوجوانان در ابتدا تحت سرپرستی اداره جوانان آلمان قرار می‌گرفتند؛ اما بعد از رسیدن به سن بلوغ که باید برای گرفتن حق اقامت اقدام می‌کردند بعضاً با مشکلات جدی مواجه می‌شدند چون دلیل سنی نمی‌توانست دلیلی برای پناهندگی آن‌ها باشد. پس از جنگ هم به‌مرور این جوانان به‌تنهایی برای یافتن امکان بهتر زندگی و تحصیل به خارج از کشور می‌آمدند. گروه دیگری از جوانان ایرانی هم بودند که به دلیل شرایط جنگی از عراق به آلمان آمدند و متعلق به سازمان مجاهدین خلق بودند. وضعیت این عده را به دلیل داشتن حمایت سازمانی متفاوت بود و مشکلات آن‌ها را نمی‌توان در سطح گروه‌های دیگر جوانان پناه‌جوی ایرانی بررسی کرد.[۱۴]

## وقایع پناهندگی در آلمان
- آلمان پس از آمریکا به‌عنوان پرجاذبه‌ترین مقصد مهاجران به ثبت رسیده‌است. سازمان همکاری‌های اقتصادی و توسعه (OECD) اعلام کرد که آلمان در سال ۲۰۱۴ در رتبه بعد از ایالات متحد آمریکا برای مهاجرت در جهان قرار می‌گیرد. امری که در هیچ‌کدام از ۳۴ کشور عضو OECD در سال‌های گذشته به میزان مهاجرت به آلمان صعودی نبوده‌است. از زمان اتحاد دو آلمان در سال ۱۹۹۹ میلادی تاکنون ۲۱ میلیون نفر به آلمان مهاجرت کرده‌اند و ۱۶ میلیون نفر هم از آلمان مهاجرت کرده‌اند. آمار مهاجرین به این کشور در سال ۲۰۱۳ به عدد یک‌میلیون و دویست هزار نفر می‌رسد.[۱۵]
- از هر سه پناهجویی که سال ۲۰۱۴ میلادی وارد اروپا شده بودند، یک نفر متقاضی پناهندگی در آلمان بوده‌است.
- در سال ۲۰۱۵ بیشتر از ۶۲۵ هزار نفر تا ماه اوت در خاک اتحادیه اروپا تقاضای پناهندگی کرده بودند.[۱۶]
- ادارهٔ مرکزی مهاجرت و پناهجویی آلمان، اعلام کرد تعداد درخواست‌های پناهندگی‌ای ماه اوت ۲۰۱۵ مساوی کل تقاضاهای سال ۲۰۱۳ در آلمان بوده‌است.[۱۷]
- از حدود ۴۰ هزار نفر که در سال ۲۰۱۵ در آلمان حق پناهندگی گرفتند تعداد ۵ هزار و ۷۷۶ نفر ایرانی از میان ۱۲ هزار و ۵۸۳ نفر متقاضی بودند اتباع ایرانی پس از مردمان ترک در صدر لیست پناهندگانی که درخواستشان پذیرفته‌شده‌است بودند.[۱۸]
- در اوت ۲۰۱۶ اعلام شد که بیش از یک‌میلیون پناه‌جو در سال گذشته از خاورمیانه، افغانستان و آفریقا وارد آلمان شدند.[۱۹][۲۰]
- وزیر کشور آلمان در ژوئن ۲۰۱۶ اعلام کرد آمار پناه‌جویان در ۶ ماه اول سال ۲۰۱۶ نسبت به سال قبل به‌صورت چشمگیری کاهش پیداکرده است. او گفت از ژانویه تا آخر ژوئن ۲۰۱۶، بیشتر از ۲۲۲ هزار و ۲۶۴ نفر متقاضی پناهندگی در آلمان شده‌اند که به نسبت نیمه سال قبل کاهش چشمگیری را نشان می‌دهد. سال قبل در این فاصله زمانی ۸۶۵ هزار متقاضی از آلمان تقاضای پناهندگی کرده بودند تعداد ایرانی‌هایی که متقاضی شده بودند در بین سایر کشورهای بحران‌زده رده چهارم را اشغال کرده بود.
- در نیمه اول سال ۲۰۱۵ طبق آمار رسمی اداره فدرال آمار آلمان، ۲۲۷ هزار متقاضی وارد آلمان شده بودند در نیمه پایانی سال این تعداد به ۸۶۵ عدد هزار نفر بالغ شد.[۲۱]
- در ماه مه ۲۰۱۶ از ۱۶ هزار نفر پناه‌جوی ثبت‌شده ۶۴۲ نفر ایرانی بوده‌اند. هرچند بر اساس آمار وزارت کشور آلمان، متقاضیان پناهندگی به این کشور در ماه مه، نسبت به ماه آوریل کاهش داشته و ۵۵ هزار و ۲۵۹ نفر بوده اما در قیاس با سال قبل ۱۱۲ درصد افزایش داشته‌است.[۲۲][۲۳][۲۴]

## بازنگری مستمر آئین‌نامه‌های مهاجرت
حجم بالای جریان پناهجویی، دولت آلمان فدرال را به بازبینی مستمر آئین‌نامه‌های پناهندگی مجبور می‌سازد از این نمونه می‌توان به گزارشی از خبرگزاری آسوشیتدپرس در تاریخ ۳۱ مه ۲۰۱۷ میلادی اشاره کرد که بر اساس آن، یک مقام امنیتی ارشد آلمان گفت دستور داده‌است تعداد ۱۰۰ هزار تصمیم اهدای پناهندگی به مهاجران را بعد از کشف اشتباهات در یک تحقیق کوچک‌تر که معلوم شد یک سرباز آلمانی توانسته‌است خودش را در ۲۰۱۵ به‌عنوان یک پناه‌جوی سوری در یک توطئه نامعمول مافوق راست جا بزند بازنگری شوند.

## کاهش شمار پناهجویان در آلمان

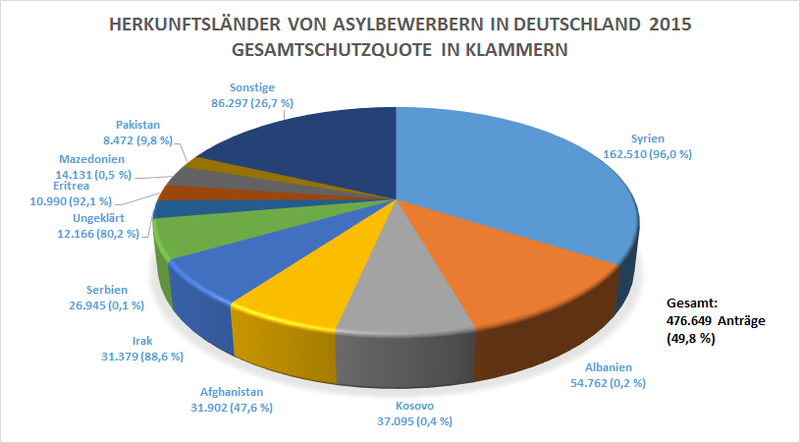
نمودار پناهندگان درآلمان بر اساس کشور و ملیت برای سال ۲۰۱۵

در سال ۲۰۱۷ حدود ۱۸۷هزار پناهجو در آلمان به ثبت رسیده‌اند. این رقم به نسبت ۲۰۱۶ تقریباً صد هزار نفر کاهش را نشان می‌دهد درحالیکه در سال ۲۰۱۶ حدود ۲۸۰ هزار پناهنده متقاضی پناهندگی در آلمان شده بودند. این آمار حتی کمتر از میزانی است که دو حزب اصلی دمکرات مسیحی و سوسیال دموکرات برای پذیرش پناهنده به توافق رسیده بودند، به موجب این توافق قرار شد که آلمان بیش از ۱۸۰ تا ۲۲۰ هزار پناهجو در سال نپذیرد.
مطابق آمار منتشر شده از سوی وزیر کشور و اداره فدرال مهاجرت و امور پناهجویان آلمان، حدود ۲۲۳ هزار پناهجو در سال ۲۰۱۷تقاضای پناهندگی داده‌اند که ۲۴ هزار نفر مربوط به سال‌های قبل بوده‌اند. این تعداد در مقایسه با سال ۲۰۱۵، زمانی که آنگلا مرکل، صدراعظم آلمان درهای این کشور را به روی پناهندگان باز کرد، کاهش چشمگیری داشته‌است؛ زیرا در اوج بحران پناهجویان در اروپا در سال ۲۰۱۵، آلمان ۸۹۰ هزار پناهجو را به خاک خود پذیرفت. با بسته‌شدن مسیر بالکان این رقم در سال ۲۰۱۶ به ۲۸۰ هزار نفر کاهش یافت. انتظار می‌رود که این شمار تا پایان سال ۲۰۱۸ میلادی به زیر ۲۰۰ هزار نفر برسد.

## پذیرش در دادگاه تجدید نظر
تقریباً تمام پناهجویانی که درخواست پناهندگی‌شان در آلمان رد می‌شود، به دادگاه شکایت می‌برند. تا کنون دادگاه‌های آلمان تقریباً نیمی از درخواست‌های پناهندگی که از سوی اداره مهاجرت رد شده‌اند را پذیرفته‌است.
حدود ۴۴ درصد پرونده‌های پناهندگی که در دادگاه‌های اداری آلمان بررسی می‌شوند، پس از رسیدگی قضایی به سود پناهجویان خاتمه می‌یابد. دادگاه در احکام خود یا آن‌ها را به عنوان پناهنده براساس قوانین آلمان می‌پذیرد یا بر اساس کنوانسیون ژنو آن‌ها را به رسمیت می‌شناسد.